# Ветришоая
Ветришоая (рум. Vetrișoaia) — село у повіті Васлуй в Румунії. Входить до складу комуни Ветришоая.
Село розташоване на відстані 275 км на північний схід від Бухареста, 43 км на південний схід від Васлуя, 93 км на південний схід від Ясс, 112 км на північ від Галаца.

## Населення
За даними перепису населення 2002 року у селі проживали 3292 особи, з них 3289 осіб (99,9%) румунів. Рідною мовою 3290 осіб (99,9%) назвали румунську.